# Benjamin Stambouli
Benjamin Stambouli (Marsella, 13 de agosto de 1990) es un futbolista francés que juega de centrocampista en el F. C. Metz de la Ligue 1. Es hijo del exjugador, entrenador y director técnico Henri Stambouli.

## Selección nacional
Fue internacional con la selección de fútbol sub-21 de Francia.

## Clubes
| Club                      | País       | Año       |
| ------------------------- | ---------- | --------- |
| Montpellier H. S. C.      | Francia    | 2010-2014 |
| Tottenham Hotspur F. C.   | Inglaterra | 2014-2015 |
| Paris Saint-Germain F. C. | Francia    | 2015-2016 |
| F. C. Schalke 04          | Alemania   | 2016-2021 |
| Adana Demirspor           | Turquía    | 2021-2024 |
| Stade de Reims            | Francia    | 2024      |
| F. C. Metz                | Francia    | 2024-     |

## Palmarés

### Títulos nacionales
| Título                     | Club                      | País    | Año  |
| -------------------------- | ------------------------- | ------- | ---- |
| Ligue 1                    | Montpellier H. S. C.      | Francia | 2012 |
| Supercopa de Francia       | Paris Saint-Germain F. C. | Francia | 2015 |
| Ligue 1                    | Paris Saint-Germain F. C. | Francia | 2016 |
| Copa de la Liga de Francia | Paris Saint-Germain F. C. | Francia | 2016 |
| Copa de Francia            | Paris Saint-Germain F. C. | Francia | 2016 |
| Supercopa de Francia       | Paris Saint-Germain F. C. | Francia | 2016 |